# Самарискусы
Самарискусы, или камбалы-самарискусы (лат. Samariscus), — род лучепёрых рыб из семейства самаровых (Samaridae). Мелкие камбалы из Индо-Тихоокеанской области. Глаза расположены на правой стороне тела. Спинной плавник начинается перед глазами; начало его основания расположено на рыле на слепой стороне тела. Передние лучи спинного плавника и лучи брюшных плавников на глазной стороне тела не удлинённые. В грудных плавниках на глазной стороне тела 4—5 лучей. Средние лучи хвостового плавника разветвлённые. Длина тела от 5 до 16 см.
В состав рода включают 19—20 видов:
- Samariscus asanoi Ochiai & Amaoka, 1962
- Samariscus corallinus Gilbert, 1905 — Гавайский самарискус, или коралловый самарискус[1]
- Samariscus desoutterae Quéro, Hensley & Maugé, 1989
- Samariscus filipectoralis S. C. Shen, 1982
- Samariscus hexaradiatus Díaz de Astarloa, Causse & Pruvost, 2014[5]
- Samariscus huysmani Weber, 1913
- Samariscus inornatus (Lloyd, 1909)
- Samariscus japonicus Kamohara, 1936
- Samariscus latus Matsubara & Takamuki, 1951
- Samariscus leopardus Voronina, 2009
- Samariscus longimanus Norman, 1927
- Samariscus luzonensis Fowler, 1934
- Samariscus macrognathus Fowler, 1934
- Samariscus maculatus (Günther, 1880)
- Samariscus multiradiatus Kawai, Amaoka & Séret, 2008
- Samariscus neocaledonia Kawai, Amaoka & Séret, 2011
- Samariscus nielseni Quéro, Hensley & Maugé, 1989
- Samariscus sunieri Weber & de Beaufort, 1929
- Samariscus triocellatus Woods, 1960 — Трёхпятнистый самарикус[1]
- Samariscus xenicus Ochiai & Amaoka, 1962